# Ecaterina Stahl-Iencic
Ecaterina Stahl-Iencic (n. 31 iulie 1946, Satu Mare, România – d. 26 noiembrie 2009) a fost o scrimeră română, dublu laureată cu bronz olimpic la Mexico 1968 și München 1972.

## Distincții
- Medalia „Meritul Sportiv” clasa I (15 aprilie 1981) „pentru rezultatele deosebite obținute la Jocurile olimpice de vară de la Moscova — 1980, precum și pentru contribuția adusă la dezvoltarea activității sportive și la creșterea prestigiului sportului românesc pe plan internațional”[2]